# 호오포노포노

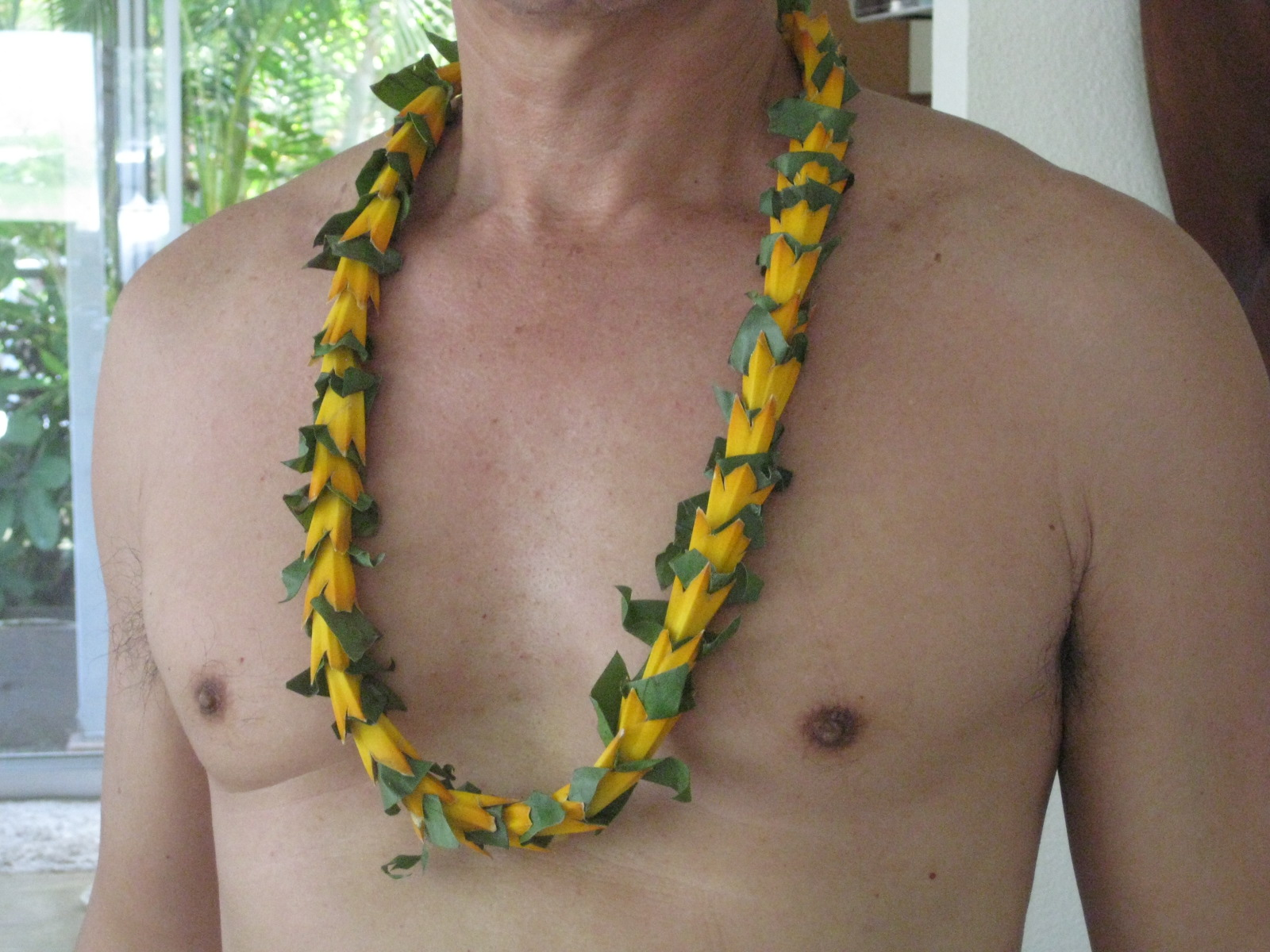

호오포노포노(Hoʻoponopono [ho-o-pono-pono])는 고대 하와이인들의 용서와 화해를 위한 문제 해결법이라 할 수 있다. 전통적인 호오포노포노는 사모아, 타이티, 뉴질랜드를 포함한 남태평양 전역의 섬에서 시행되고 있으며, 만일 가족중에 누군가가 병에 걸리면 그를 종교적 지도자인 사제 혹은 카후나에게 데려와 치료받게 하는 의식을 거행했다. 현대에 와서는 호오포노포노가 다양한 형태로 변형되어, 가족 중 최고령자가 수행하거나 혹은 개인이 혼자서 수행하는 형태도 생겨났다.
오늘날 전 세계적으로 알려진 호오포노포노는 전통적인 기법에서 발전시킨 형태로, 하와이의 인간문화재로 인정받았던 치료사(healer)인 모르나 나라마크 시메오나 [Morrnah Nalamaku Simeona (May 19, 1913 – February 11, 1992)]에 의해서 개발되었다. 정식명칭은 [셀프 아이덴티티 스루 호오포노포노]라고 한다. 고대 하와이의 전통적인 기법은 종교적 지도자가 문제를 해결하는 중재자 역할을 하지만, 모르나가 개발한 현재의 방식은 자신의 혼자서 수행하는 방법으로, 문제를 일으키는 원인이 되는 기억을 해방시키기 위한 하와이의 전통적인 문제 해결법이 현대판으로 발전된 것이다.
셀프 아이덴티티 호오포노포노는 모르나가 창시한 이후에, 이하레아카라 휴 렌 박사에게 전수되었고, 현재에는 KR이 그 대표를 맡고 있다. 저명한 인터넷 마케터인 조 비탈리 박사가 쓴 [Zero Limits]란 서적이 베스트셀러가 되면서 세계적으로 알려지고 있다.

## 호오포노포노의 의미
호오포노포노는 하와이어어로 호오 [목표], 포노포노 [완벽함]이며, 완벽을 목표로 수정을 하는 것, 즉 잘못을 바로잡는다는 의미라고 한다.
전통 방식과 모르나가 개발한 호오포노포노의 차이점은 뚜렷하다. 모르나는 한 개인이 신성 혹은 신의 지혜에 직접 연결하는 방법을 제시한다. 모르나는 자아를 우하네(Uhane 어머니, 의식), 우니히피리(Unihipili 아이,무의식=내면의 아이), 아우마쿠아(Aumakua 아버지, 초의식), 신성한 존재(Divinity)로 구분하고, 한사람 한사람이 자신의 내면에 있는 신성의 지혜와 연결하여 본연의 삶으로 돌아가는 프로그램이라고 말한다.

## 셀프 아이덴티티 스루 호오포노포노(SITH 호오포노포노)
셀프 아이덴티티 스루 호오포노포노(SITH 호오포노포노)는 미국 하와이에 본부를 두고 있으며, 아시아 사무국은 일본에 소재하고 있다.
아시아 사무국에서는 호오포노포노에서 개최되는 클래스와 공연회를 소개, 진행하고 있다. 클래스는 기본1, 기본2, 비즈니스, 헬스 클래스의 4개로 나누어져있다. 클래스와 강연회 외의 KR여사 원격 바디워크, 개인 세션, 토지 정화;클리닝 또한 실시하고 있다. 자세한 사항은 한국어 홈페이지 http://hooponopono-asia.org/www/kr/ 참조.

## 같이 보기
- 예지의 물방울(호오포노포노 사무국)
- 호오포노포노 실천법-지금 나의 모든 것을 변화시키는 성공원리(넥서스)
- 하루 한 번 호오포노포노-부와 건강, 평화를 부르는 하와이인들의 습관(판미동)
- 우니히피리-호오포노포노로 만나는 진정한 자신(지식의 숲)
- 호오포노포노의 비밀-부와 건강을 부르는 하와이인들의 지혜(판미동)
- 들어봐요 호오포노포노(판미동)